# 현의 노래
《현의 노래》는 대한민국의 소설가 김훈이 2004년 발표한 역사소설이다. 김훈의 세 번째 장편소설로, 가야의 악사 우륵(于勒)과 가야금에 관한 이야기를 담고 있다.